# 도요우라역
도요우라역(일본어: 豊浦駅)은 일본 홋카이도 아부타 군 도요우라정에 위치한 홋카이도 여객철도 무로란 본선의 철도역이다. 역 번호는 H42이며, 단선 · 섬식의 형태를 합친 2면 3선 구조의 복합 승강장을 갖춘 지상역이다.

## 이용 현황
- 1981년도 : 90명.
- 1992년도 : 516명.

## 역 주변
- 도요우라 정청
- 국도 제37호선
- 멧키베쓰 강

## 역사
- 1928년 9월 10일 : 일본국유철도 오사와 선 시즈카리 역 - 다테몬베쓰 역 간 개통에 수반해 벤베역으로서 개업. 일반역.
- 1931년 4월 1일 : 오사와 선을 무로란 본선에 편입, 그것에 수반해 이 선의 역이 된다.
- 1935년 4월 1일 : 도요우라역으로 개칭.
- 1980년 5월 15일 : 화물 취급 폐지.
- 1984년
  - 2월 1일 : 소화물 취급 폐지.
  - 4월 1일 : 무인화.
- 1987년 4월 1일 : 일본국유철도 분할 민영화에 의해, 홋카이도 여객철도가 승계.
- 1989년 : 역사 개축.

## 인접 역
| 홋카이도 여객철도 무로란 본선 | 홋카이도 여객철도 무로란 본선 | 홋카이도 여객철도 무로란 본선      |
| ----------------------------- | ----------------------------- | ---------------------------------- |
| H 43 오키시 오샤만베 방면     | ■ 무로란 본선                 | 도야 H 41 무로란 · 도마코마이 방면 |